# Адріан Ропотан
Адріан Ропотан (рум. Adrian Ropotan; 8 травня 1986, Галац, Румунія) — румунський футболіст, півзахисник клубу «Хатта» і національної збірної Румунії.

## Кар'єра

### Клубна
З 2004 року виступав за бухарестське «Динамо», у складі якого провів понад 80 ігор, 18 з яких — в єврокубках. У сезоні 2008/09 провів 15 ігор, в яких встиг отримати 6 жовтих і 2 червоні картки.
У п'ятницю, 13 лютого 2009 року, офіційний сайт московського «Динамо» оголосив про підписання контракту з Ропотаном. Угода з колишнім гравцем бухарестського «Динамо» була розрахована на чотири роки. 31 серпня 2011 року Адріан Ропотан на правах оренди перейшов в «Том» до кінця сезону.
У лютому 2013 року перейшов в нижегородську «Волгу».
22 червня 2014 року підписав однорічний контракт з «Габалою»
В подальшому грав на батьківщині за клуби «Петролул» та «Пандурій», а у 2016 році став гравцем еміратського клубу «Хатта».

### У збірній
На рахунку Ропотана 16 матчів у футболці молодіжної збірної Румунії, за яку він почав виступати у 2008 році.
У національній збірній Румунії дебютував 19 листопада 2008 року в матчі проти збірної Грузії (2:1). 

## Титули і досягнення
- Чемпіон Румунії (1):

«Динамо» (Бухарест): 2006-07